# Geral do Povo
Geral do Povo foi um programa de auditório brasileiro produzido pela RedeTV! e exibido nas tardes e noites de domingo de 14 de janeiro de 2024 a 9 de março de 2025, com apresentação de Geraldo Luís e direção geral de Marlene Mattos.

## História

### Antecedentes
Em 31 de maio de 2023, é anunciado que o apresentador Geraldo Luís rescindiu seu contrato com a Record, onde estava há 16 anos. No início daquele ano, ele havia sido afastado da bancada da edição paulista do Balanço Geral, passando a ser visto como repórter de madrugada. Após alguns meses fora da televisão, Geraldo acerta com a RedeTV! em 8 de agosto para apresentar dois programas, um nas noites de terça-feira e outro aos domingos, marcando seu retorno à emissora paulista, onde trabalhou entre 2002 e 2005 fazendo reportagens para o Repórter Cidadão. Em 10 de outubro de 2023, estreou o primeiro programa apresentado por Geraldo, o Ultra Show Sidney Oliveira, game show patrocinado pela linha de produtos do empresário Sidney Oliveira.
Inicialmente, Geral do Povo teve sua estreia agendada para o final de outubro de 2023, poucas semanas após o início do Ultra Show, mas devido a contratempos e dificuldades no processo de produção, a estreia foi adiada por duas vezes - para novembro do mesmo ano e, posteriormente, janeiro de 2024. Ao final de dezembro, a RedeTV! contrata a renomada diretora Marlene Mattos para assumir a direção geral da atração, anunciando sua estreia para o dia 7 de janeiro, como parte da nova programação de domingo da emissora - que incluía, além de Geraldo, a estreia de Palpite do Milhão, programa de variedades apresentado pelo ator e humorista Marcelo Marrom que faz parte da plataforma Festival de Prêmios. No entanto, um novo reposicionamento do projeto adiou novamente a estreia do programa para o domingo seguinte, 14 de janeiro.

### Estreia e exibição
A estreia de Geral do Povo aconteceu em 14 de janeiro de 2024, às 17h30, após o João Kléber Show. Por volta das 17h55, o programa foi interrompido por uma queda de energia no estúdio, o que fez Geraldo Luís chamar o intervalo diante do imprevisto. Uma nova queda de luz ocorreu às 20h55, próximo ao fim da atração.
Em abril de 2024, devido a uma reformulação na grade dominical feita pela RedeTV!, o programa passou a ir ao ar de 17h às 20h15.

### Cancelamento
Em 10 de março de 2025, um dia após sua última exibição, a RedeTV! por meio de um comunicado, anunciou o fim do programa, junto com o UltraGame Show por cortes de gastos. Geraldo seria transferido para um novo projeto na emissora, ainda em fase final de planejamento.

## Formato
"Geral do Povo" reúne convidados e atrações musicais, games divertidos com prêmios, além de uma boa dose de saudosismo com uma homenagem a quadros consagrados que marcaram época na história do entretenimento da TV aberta. O programa também reserva entrevistas de Geraldo Luís com artistas e personalidades em encontros intimistas que prometem envolver o público, revelando histórias e particularidades pouco conhecidas de seus entrevistados - em formato similar ao feito por Geraldo no Domingo Show, da Record. Além disso, o apresentador embarca em uma jornada cativante pelos quatro cantos do país para compartilhar histórias inspiradoras e exemplos de perseverança, otimismo e coragem do povo brasileiro.

## Audiência
Segundo dados do Kantar IBOPE Media, a estreia do programa registrou média de 0,5 ponto de média e share (porcentagem de televisores ligados) de 1% na Região Metropolitana de São Paulo, não superando os índices marcados em semanas anteriores, quando a emissora exibiu na faixa horária etapas da Fórmula Truck e os programas A Hora do Zap e João Kleber Show. No primeiro mês, a atração alcançou 0,7 de média, com picos de 1 ponto.
Em 24 de março, o programa registra seu atual recorde: 1,7 de média e picos de 3,5. No dia, houve a exibição da reportagem sobre a vida de Andreas Richthofen, irmão de Suzane von Richthofen, que tem 36 anos atualmente. A matéria detalhou o local completamente abandonado onde ele mora. Após 22 anos, uma equipe de TV consegue gravar imagens exclusivas de Andreas.

## Controvérsias

### Reportagem sobre Andreas Richthofen
No dia 24 de março de 2024, o programa exibiu uma reportagem sobre a vida de Andreas Richthofen, irmão de Suzane von Richthofen, condenada por ser a mandante do assassinato de seus pais em 2002, detalhando o local completamente abandonado onde ele mora. Foi a primeira vez em 22 anos que uma equipe de TV consegue gravar imagens exclusivas de Andreas, atualmente com 36 anos. Nas redes sociais, internautas criticaram o apresentador Geraldo Luís e a RedeTV!, apontando um teor sensacionalista na reportagem. Apesar das críticas, o programa registrou 1,7 de média e picos de 3,5 no IBOPE, consolidando o recorde de audiência do programa até então.

### Acusação de cobrança de cachê
Em 6 de maio de 2024, a jornalista Fabia Oliveira publicou em sua coluna no portal Metrópoles uma entrevista com o cantor Cristian Ribeiro, onde ele acusa a produção do Geral do Povo de cobrar um cachê de R$ 10 mil para se apresentar no programa. Na publicação, o artista descreveu que a negociação foi realizada com uma pessoa chamada Fran, que lhe assegurou que tal esquema era comum dentro do programa e que Marlene Mattos, diretora da atração, tinha conhecimento da prática. Em nota, a RedeTV! afirmou que "não faz nenhum tipo de cobrança para a participação de artistas e convidados em seus programas" e que "vai apurar os fatos junto ao departamento de compliance e, se constatada qualquer irregularidade ou conduta inadequada, adotará imediatamente as medidas cabíveis". Por uma rede social, Geraldo Luís disse que ele e Marlene Mattos não sabiam do caso e lamentou que "ainda têm pessoas que caem nisso [golpes] e são seduzidas".